# Kicki Bramberg
Kicki Bramberg, född Ann-Margarete Bramberg 22 april 1955 i Norrköping, är en svensk skådespelare.

## Biografi
Bramberg studerade vid Statens scenskola i Malmö i början av 1980-talet och kom 1984 till Dramaten, där hon sedan dess tillhör den fasta ensemblen och har medverkat i ett stort antal uppsättningar, inte minst av Ingmar Bergman. Flera uppsättningar har även överförts till SVT, såsom Stig Larssons VD (1988), Thomas Bernhards Teatermakarna (1991) och Ingmar Bergmans operaproduktion av Backanterna (1993) från Kungliga Operan. Hon har även gästspelat på Tyst teater.

## Utmärkelser
- Medaljen Litteris et Artibus (2020) för framstående konstnärliga insatser som skådespelare.[3]

## Filmografi
- 1987 – Goda grannar (TV-serie)
- 1988 – VD
- 1991 – Teatermakarna
- 1993 – Backanterna
- 1997 – Ogifta par – en film som skiljer sig
- 1998 – Rederiet (TV-serie)
- 2002 – Utanför din dörr
- 2004 – En del av mitt hjärta (kortfilm)
- 2005 – Den utvalde
- 2015 – Arne Dahl: Dödsmässa
- 2018 – Den döende detektiven (TV-serie)
- 2020 – Rebecka Martinsson (TV-serie)

## Teater

### Roller (ej komplett)
| År   | Roll                                                           | Produktion                                                                                            | Regi               | Teater            |
| ---- | -------------------------------------------------------------- | --- | ------------------ | ----------------- |
| 1982 |                                                                | Maratondansen (They Shoot Horses, Don't They?) Horace McCoy                                           | Lucian Giurchescu  | Malmö stadsteater |
| 1987 | Lena, Tages flickvän                                           | V.D. Stig Larsson                                                                                     | Stig Larsson       | Dramaten          |
| 1988 | Lucy                                                           | Tolvskillingsoperan (Die Dreigroschenoper) Bertolt Brecht och Kurt Weill                              | Peter Langdal      | Dramaten          |
| 1991 | Nora Säterjäntan Gerd Gubbens hustru Basra Odd, i tredje delen | Peer Gynt Henrik Ibsen                                                                                | Ingmar Bergman     | Dramaten          |
| 1991 | Bondfolk                                                       | Fröken Julie August Strindberg                                                                        | Ingmar Bergman     | Dramaten          |
| 1991 | Lisa                                                           | Peter Pan J.M. Barrie                                                                                 | Jackie Söderman    | Dramaten          |
| 1998 | Ylva                                                           | Häxans dotter Maj Bylock                                                                              | Staffan Roos       | Dramaten          |
| 2000 | Fru Sörby                                                      | Vildanden Henrik Ibsen                                                                                | Stefan Larsson     | Dramaten          |
| 2003 | Margret                                                        | Woyzeck Georg Büchner                                                                                 | Stefan Larsson     | Dramaten          |
| 2003 | Frida                                                          | Farmor och vår Herre Hjalmar Bergman                                                                  | Christian Tomner   | Dramaten          |
| 2004 | Mamma                                                          | A Clockwork Orange 2004 Anthony Burgess                                                               | Kasper Bech Holten | Dramaten          |
| 2005 | Tvätt-Kristin                                                  | Petter och Lotta och stora landsvägen Lucas Svensson efter Elsa Beskow                                | Carolina Frände    | Dramaten          |
| 2008 | Ebba Karlsdotter Engelbrekt                                    | Tre kronor August Strindberg                                                                          | Åsa Kalmér         | Dramaten          |
| 2009 | Fru Quiickly                                                   | Muntra fruarna i Windsor (The Merry Wives of Windsor) William Shakespeare                             | John Caird         | Dramaten          |
| 2009 | Abbot Scatcherd Hannah Mary Pastorn                            | Jane Eyre Charlotte Brontë                                                                            | Ellen Lamm         | Dramaten          |
| 2010 | Mattie Fae Aiken                                               | En familj - August: Osage County (August: Osage County) Tracy Letts                                   | Stefan Larsson     | Dramaten          |
| 2012 | Henrietta                                                      | Fanny och Alexander Ingmar Bergman                                                                    | Stefan Larsson     | Dramaten          |
| 2012 |                                                                | Reflektioner kring naturalismen och kvinnan - ett samtal August Strindberg                            | Nils Poletti       | Dramaten          |
| 2012 | Thorfinn                                                       | Den fredlöse – en fornnordisk saga August Strindberg                                                  | Nils Poletti       | Dramaten          |
| 2012 |                                                                | I'm saving my flower 4 U goatboy                                                                      | Nils Poletti       | Dramaten          |
| 2012 |                                                                | The Royal Dramatic Rumble Wrestling Fight Night Forever! - Fadren vs Fordringsägare August Strindberg | Nils Poletti       | Dramaten          |
| 2013 | Agatha                                                         | De oskyldiga (The children's hour) Lillian Hellman                                                    | Jenny Andreasson   | Dramaten          |
| 2015 | Beth                                                           | Klanen Nina Raine                                                                                     | Nina Raine         | Dramaten          |
| 2015 | Nina                                                           | Idioten Mattias Andersson efter Fjodor Dostojevskij                                                   | Mattias Andersson  | Dramaten          |
| 2016 | Alma Bergman                                                   | Den goda viljan Ingmar Bergman                                                                        | Eirik Stubø        | Dramaten          |
| 2016 | Arina Bazarov                                                  | Fäder och söner (Fathers and Sons) Brian Friel                                                        | Runar Hodne        | Dramaten          |
| 2017 | Edvarda Ensia                                                  | Molnens bröder Barbro Lindgren                                                                        | Lars Rudolfsson    | Dramaten          |
| 2017 |                                                                | De sista vittnena (Poslednije svideteli) Svetlana Aleksijevitj                                        | Ulla Kassius       | Dramaten          |
| 2017 | Kör 2                                                          | Oidipus/Antigone (Οἰδίπους Τύραννος/Ἀντιγόνη) Sofokles                                                | Eirik Stubø        | Dramaten          |
| 2018 |                                                                | Det är det Inger Christensen                                                                          | Anne Thulin        | Dramaten          |
| 2018 | Gumman                                                         | Stolarna (Les Chaises) Eugène Ionesco                                                                 | Tobias Theorell    | Dramaten          |
| 2019 | Beulah                                                         | Orfeus stiger ner (Orpheus descending) Tennessee Williams                                             | Runar Hodne        | Dramaten          |
| 2020 | Fru Berglund Cissi Åslög Anitas läkare                         | Maj Kristina Sandberg                                                                                 | Ellen Lamm         | Dramaten          |
| 2021 | Fru Berglund Cissi Åslög Anitas läkare                         | Maj Kristina Sandberg                                                                                 | Ellen Lamm         | Dramaten          |
| 2022 | Kvasjnja                                                       | Natthärbärget (На дне, Na dne) Maksim Gorkij                                                          | János Szász        | Dramaten          |
| 2022 | Margaret                                                       | Arv (The Inheritance) Matthew Lopez                                                                   | Carl Johan Karlson | Dramaten          |
| 2024 | Margaret                                                       | Arv (The Inheritance) Matthew Lopez                                                                   | Carl Johan Karlson | Dramaten          |

### Fotnoter
1. ↑  ”Kicki Bramberg”. Svensk Filmdatabas. http://sfi.se/sv/svensk-filmdatabas/Item/?type=PERSON&itemid=245576&ref=%2ftemplates%2fSwedishFilmSearchResult.aspx%3fid%3d1225%26epslanguage%3dsv%26searchword%3dKicki+Bramberg%26type%3dPerson%26match%3dBegin%26page%3d1%26prom%3dFalse. Läst 22 oktober 2012.
2. ↑  ”Kicki Bramberg”. Dramaten. Arkiverad från originalet den 11 december 2012. https://web.archive.org/web/20121211101253/http://www.dramaten.se/Dramaten/Medverkande/Skadespelare/Bramberg-Kicki/. Läst 22 oktober 2012.
3. ↑  ”Medaljförläningar 28 januari 2020 - Sveriges Kungahus”. www.kungahuset.se. Arkiverad från originalet den 28 januari 2020. https://web.archive.org/web/20200128100145/https://www.kungahuset.se/press/pressmeddelanden/aretspressmeddelanden/medaljforlaningar28januari2020.5.7d76545d16f1a92e12414801.html. Läst 28 januari 2020.